# Lakhanpur (Ramechhap)
Lakhanpur (nepalski: लखनपुर) – gaun wikas samiti w środkowej części Nepalu w strefie Dźanakpur w dystrykcie Ramechhap. Według nepalskiego spisu powszechnego z 2001 roku liczył on 1261 gospodarstw domowych i 7245 mieszkańców (3679 kobiet i 3566 mężczyzn).